# 卡巴尼亞斯山 (蘇貝蒂卡山脈)
37°49′0″N 2°57′0″W / 37.81667°N 2.95000°W

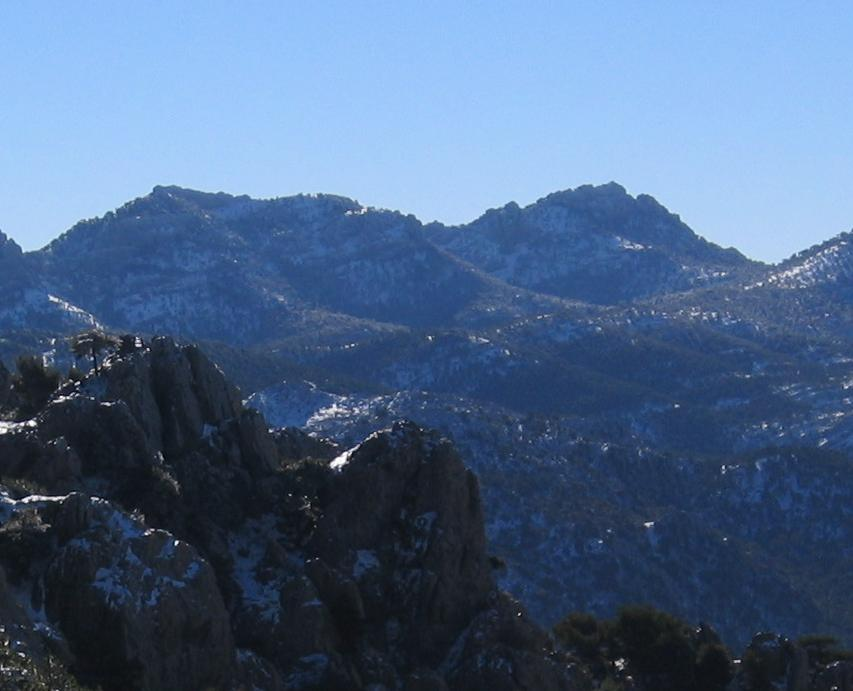

卡巴尼亞斯山是西班牙的山峰，位於該國東南部安達盧西亞自治區的哈恩省，處於克薩達，屬於蘇貝蒂卡山脈的一部分，海拔高度2,027米。